# Foca de Weddell
La foca de Weddell (Leptonychotes weddellii) és una espècie de mamífer carnívor de la família de les foques (Phocidae) que té una distribució circumpolar al voltant de l'Antàrtida. És el mamífer que viu més al sud, car arriba a l'estació de McMurdo, a 77° S. S'estima que en queden uns 300.000 individus madurs. Pot capbussar-se fins a una profunditat de més de 600 m. És una espècie en risc mínim, és a dir, no sembla que hi hagi cap amenaça significativa per a la seva supervivència.
Fou anomenada en honor del mariner i explorador britànic James Weddell, que el 1824 tornà d'una expedició antàrtica amb un esbós i un esquelet d'aquesta espècie.

## Descripció

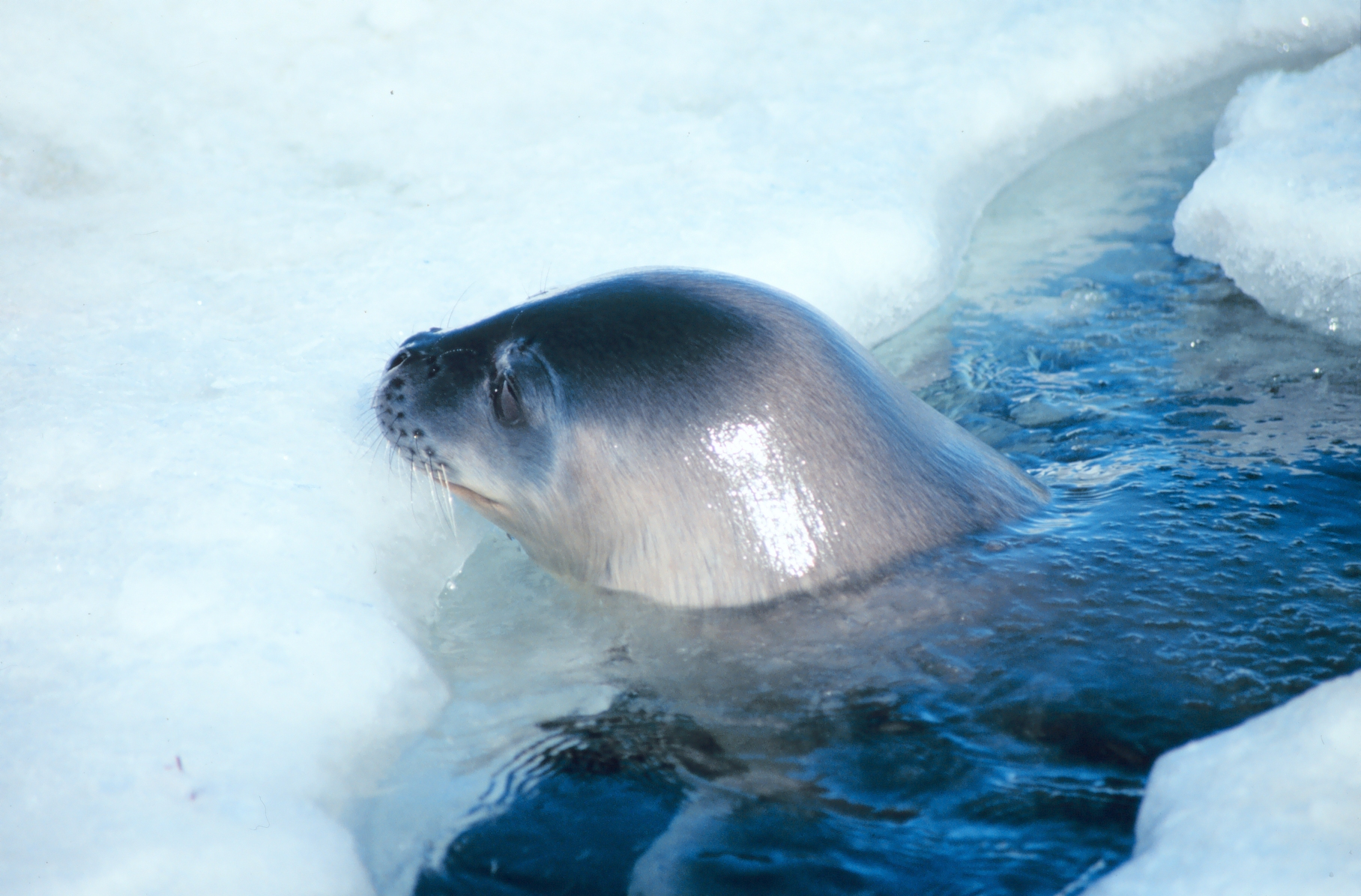
Foca de Weddell

Pot fer 3 m de llargada i pesar 400-600 kg. El mascle i la femella són de la mateixa mida, però les femelles poden ser lleugerament més grosses.
Les cries arriben a la maduresa sexual a 3 anys i pesen de 25 a 30 kg en néixer. Beuen llet materna per créixer 2 kg per dia i en 6-7 setmanes ja pesen 100 kg. Viuen uns 40 anys.

## Comportament
Neda a una velocitat d'entre 1,3 i 1,9 m/s.

## Alimentació
La foca de Weddell menja peix, krill, calamars, crustacis, cefalòpodes i, de vegades, pingüins.